# مولد الربو
مولد الربو أو مولدة الربو (بالإنجليزية: Asthmagen)‏ هيَ أي مادة ذات صِلة سببية بحدوث وتطور داء الربو.

## روابط خارجية
- قائمة مولدات الربو.